# Bbunga
Bbunga is een wijk van Kampala, de hoofdstad van Oeganda. De wijk valt onder de Ggaba parish in de Makindye division. De wijk is bereikbaar via Ggaba Road.
Bbunga ligt aan de rand van Kampala, en grenst aan het Victoriameer. Daardoor is het er redelijk rustig en vrij dorpsachtig: er is veel groen en er wonen relatief gezien niet veel mensen.